# Amphiura diducta
Amphiura diducta är en ormstjärneart som beskrevs av Jean Baptiste François René Koehler 1914. Amphiura diducta ingår i släktet Amphiura och familjen trådormstjärnor. Inga underarter finns listade i Catalogue of Life.